# Burkhard Schröder (Basketballspieler)
Burkhard Schröder (* 19. Dezember 1957 in Berlin) ist ein ehemaliger deutscher Basketballnationalspieler.

## Leben
Schröder begann mit dem Basketball erst spät im Alter von 16 Jahren in der B-Jugend beim BSV 92 (damaliger Bundesligist) in Berlin. Schnell wurde er Mitglied der Berliner „Stadtmannschaft“ und wechselte zum DTV Charlottenburg in die dortige A-Jugend, die sich als Vereinsmannschaft als eine Art Berliner Auswahl zusammenfand, um überregional erfolgreicher sein zu können.
Im Jahre 1977 erhielt Schröder das Angebot, an einem kleinen College in South Dakota in den USA zu studieren. Er war somit einer der ersten deutschen Nachwuchsspieler, die in den USA in einer Hochschulmannschaft Basketball spielten. Er war dort Mitglied in der Basketball-Mannschaft des Huron-College (NAIA Division II). Nach Differenzen mit dem Coach kehrte er allerdings recht bald nach Berlin zurück und spielte weiter beim DTV-Charlottenburg, der zu der Zeit in der 2. Bundesliga Nord vertreten war.
Im Jahre 1979 wechselte Schröder dann in die erste Bundesliga zum MTV Gießen. Dort blieb er zwei Spielzeiten und kam in 46 Einsätzen auf einen Mittelwert von 5,3 Punkten. Vom damaligen Bundestrainer Bernd Röder wurde er in den Kader des Deutschen Basketball-Bundes aufgenommen und spielte einige Spiele in der B-Auswahl des DBB.
1981 kehrte Schröder aus Gießen zum DTV Charlottenburg zurück. Seinem alten Verein gelang zuvor der Aufstieg in die erste Bundesliga und Schröder und Matthias Strauss verstärkten den Aufsteiger. Ganz knapp gelang dem DTV der Klassenerhalt. In der Folgezeit wurde der Grundstein für Bundesliga-Basketball (1. Bundesliga) in Berlin gelegt, Keimzelle sozusagen von ALBA Berlin. 1985 erreichte die Mannschaft vom DTV das Endspiel um die deutsche Meisterschaft, musste sich aber dem TuS Bayer 04 Leverkusen geschlagen geben und wurde deutscher Vizemeister.
1984 debütierte Schröder in der A-Nationalmannschaft und hatte insgesamt 38 Länderspiele. Die beste Platzierung der 1980er Jahre gelang der deutschen Mannschaft bei der Europameisterschaft 1985 vor heimischem Publikum, als sie den fünften Platz erreichte. 1986 nahm Schröder an der Weltmeisterschaft in Spanien teil. Dort schied die deutsche Mannschaft in der Vorrunde aus.
Nach der Saison 1987/1988 beendete Schröder seine Basketball-Karriere beim DTV Charlottenburg und begann bereits in der Folgesaison seine Laufbahn als Basketballtrainer, als er das Team des DTV in den Play-offs betreute. Seinen größten Erfolg als Basketball-Coach erzielte Schröder, als er mit dem Zweitligisten TuS Lichterfelde 1995 den Aufstieg in die erste Bundesliga schaffte. Allerdings nahm der TuS Lichterfelde seinen erreichten Ligenplatz aus wirtschaftlichen Gründen nicht wahr.
In der Saison 2009/10 und 2010/11 war Schröder Trainer der Mannschaft des DBV Charlottenburg in der Jugend-Basketball-Bundesliga.
Seit 2009 ist Burkhard Schröder Vorstandsmitglied für Leistungssport des Berliner Basketball Verbandes.
Schröder arbeitet als Sportlehrer an einer Berliner Schule.